# Lucia Ceci (calciatrice)
Lucia Ceci (Sannicandro di Bari, 9 maggio 1990) è una calciatrice italiana, centrocampista del Fesca Bari.

## Caratteristiche tecniche
Giocatrice che per le sue caratteristiche viene impiegata nel reparto di centrocampo e, in quanto mancina, sulla fascia sinistra, supportando le azioni d'attacco sia finalizzando che andando lei stessa alla realizzazione.

## Carriera
Lucia Ceci cresce calcisticamente nelle giovanili della Nuova Bari, società che la inserisce nelle formazioni giovanili e che la impiega fino al Campionato Primavera. Le prestazioni offerte convincono ben presto la società ad inserirla anche nella rosa della formazione titolare facendo il suo esordio in Serie B, l'allora terzo livello del campionato italiano femminile di calcio. Ceci veste la maglia biancorossa della società, che intanto per accordi con lo sponsor principale dal 2007 ha cambiato la sua denominazione in Acmei Bari, anche in Serie A2 fino alla stagione 2008-2009, seguendola anche quando rinuncia all'iscrizione in Serie A2 mutando denominazione e colori sociali in Red Moon e ripartendo dalla stagione 2009-2010 in Serie C Puglia.
Nell'estate 2011 trova un accordo con la Pink Sport Time per vestire la maglia rosablu della società barese. A disposizione del mister Isabella Cardone, alla sua terza stagione, le prime due in Serie A2 e la terza in B tutte al secondo livello del campionato italiano, con 13 reti segnate su 21 incontri, maggiore realizzatrice della società per la stagione 2013-2014 davanti al capitano Marina Rogazione (11 gol), risulta determinante per la storica promozione in Serie A. Debutta nel massimo livello del campionato italiano alla 1ª giornata della stagione 2014-2015, il 4 ottobre 2014, nella partita persa per 0-4 in casa della Res Roma, mentre per la sua prima rete dovrà aspettare il 1º novembre, quando alla 4ª giornata sigla al 22' il gol della vittoria sul Graphistudio Pordenone conquistando per la sua squadra tre preziosi punti in prospettiva salvezza.
Nell'estate 2021, dopo aver giocato per dieci stagioni consecutive alla Pink Sport Time, si è trasferita al Fesca Bari, società barese neopromossa in Serie C.

## Palmarès

### Club
- Campionato italiano di Serie B: 2

Pink Sport Time: 2013-2014, 2016-2017